# الدوري النرويجي الممتاز 1993
الدوري النرويجي الممتاز 1993 (بالنرويجية: Tippeligaen 1993)‏ هو الموسم 49 من  الدوري النرويجي الممتاز. أقيم خلال الفترة 1 مايو 1993 وحتى 17 أكتوبر 1993، وكان عدد الأندية المشاركة فيه  12، وفاز فيه نادي روسنبورغ.